# Акынджи, Мустафа
Мустафа́ Акынджи́ (тур. Mustafa Akıncı; род. 28 декабря 1947, Лимасол, Республика Кипр) — северокипрский политик, четвёртый президент Северного Кипра с 30 апреля 2015 по 23 октября 2020 года.

## Политика
Архитектор по профессии, с 1976 по 1990 годы Акынджи был первым мэром турецкой части Никосии.
Стал генеральным секретарём и лидером левоцентристской Партии коммунального освобождения (в 1987—2001 годах). В 2003 году основал новую социал-демократическую партию «Движение за мир и демократию». Эти партии воссоединились в Общественную демократическую партию.
В 1993—2009 годах депутат парламента, в 1999—2001 годах вице-премьер-министр. Сторонник мирного воссоединения Кипра.

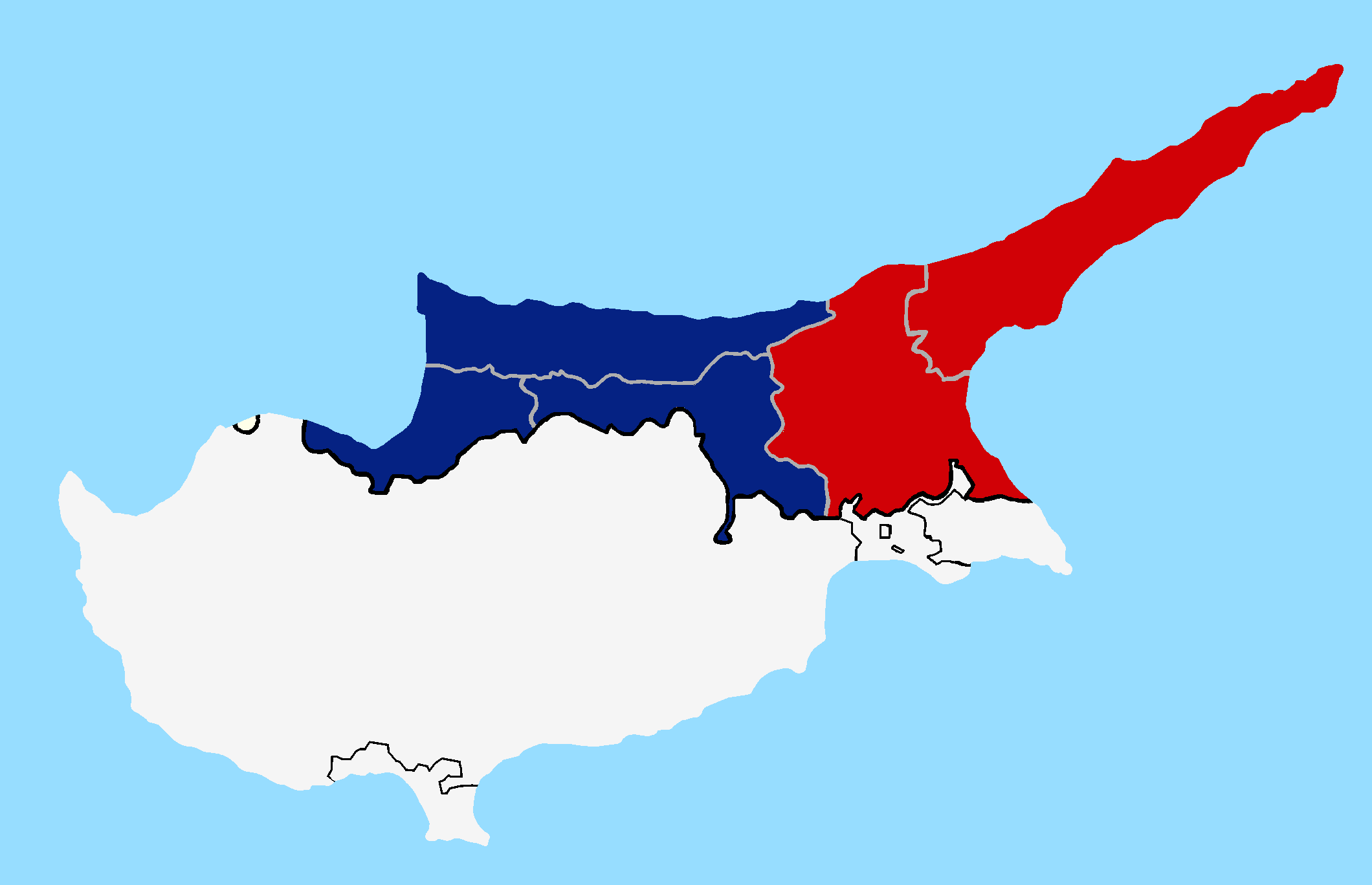
Результаты первого тура президентских выборов 2015 года в поддержку Акынджи (синий цвет)

26 апреля 2015 года одержал победу на президентских выборах, 30 апреля того же года был приведён к присяге.

## Личная жизнь
Женат, имеет троих детей.